# Rostro (náutica)

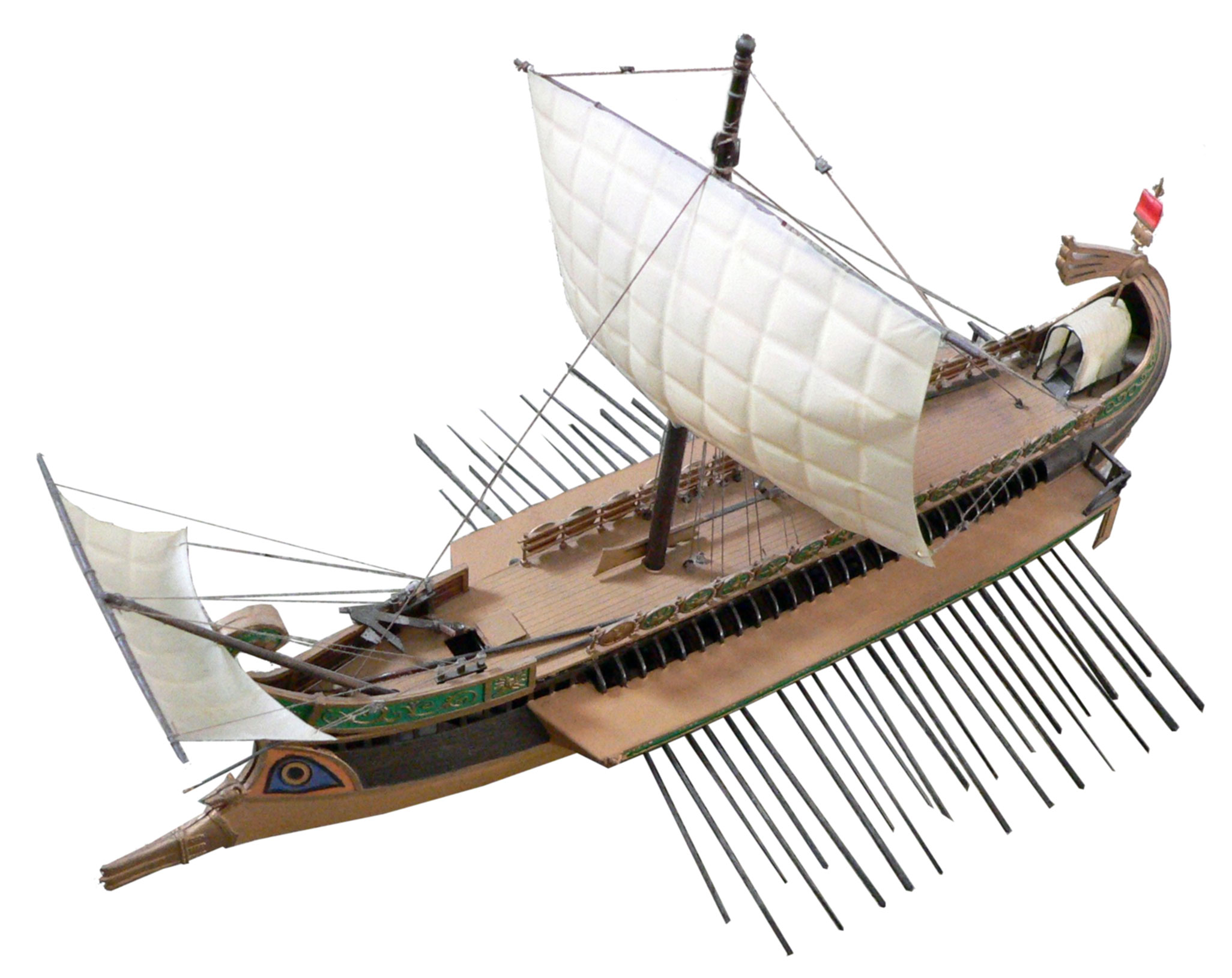
Modelo de um birreme romano onde se pode apreciar o rostro de ataque na proa

Em náutica, chama-se rostro (em latim: rostrum) a um prolongamento da proa (ou aríete) dos antigos navios de guerra, utilizado para perfurar o casco de navios inimigos.